# Betretungsverbot und Wegweisung zum Schutz vor Gewalt
Betretungsverbote und Wegweisungen zum Schutz vor Gewalt sind Maßnahmen, die die österreichische Polizei setzen kann, um bei Gewalttaten in Privatwohnungen den Gewalttäter der Wohnung zu verweisen. Ziel dieser sicherheitspolizeilichen Maßnahmen ist es, die Gewaltopfer vor weiteren Übergriffen zu schützen. Die beiden Maßnahmen sind eng miteinander verbunden und wurden im Rahmen des Bundesgesetzes zum Schutz vor Gewalt in der Familie im Jahr 1997 eingeführt. Im Jahr 2013 wurden aufgrund dieser Maßnahmen österreichweit 7.810 Wegweisungen bzw. Betretungsverbote ausgesprochen.

## Funktionsweise der Maßnahmen
Wird die Polizei in Österreich zu einer vermuteten Gewalttat in einer Privatwohnung gerufen, so können die einschreitenden Beamten gegenüber dem mutmaßlichen Gefährder, also jener Person, von der die Gewalt ausging, ein Betretungsverbot aussprechen. Dieses Betretungsverbot verbietet es dem Gefährder in der Folge zwei Wochen lang, die Wohnung und deren unmittelbare Umgebung, wie etwa Stiegenaufgänge, Einfahrten, Gärten oder Garagen, zu betreten. Hierzu müssen die Polizeibeamten dem Gefährder etwa auch seine Wohnungsschlüssel abnehmen und ihn sofort aus der Wohnung wegweisen (was nötigenfalls auch mit Zwangsgewalt durchgesetzt werden kann). Ziel dieser Maßnahme ist es, gefährdete Personen in der Wohnung (Ehepartner, Lebensgefährten, Kinder und andere Verwandte aber auch Mitbewohner und Untermieter) vor weiteren Gewalttaten unmittelbar zu schützen.
Wird beim zuständigen Bezirksgericht eine einstweilige Verfügung gemäß § 382b (Schutz vor Gewalt in Wohnungen) oder § 382e EO (Allgemeiner Schutz vor Gewalt) beantragt, so verlängert sich das polizeiliche Betretungsverbot auf vier Wochen. Diese Anordnung soll dafür sorgen, dass der mutmaßliche Gewalttäter jedenfalls nicht in die Wohnung zurückkehren kann, ehe das Gericht über den Antrag auf eine einstweilige Verfügung entschieden hat.
Überprüft wird die Einhaltung des Betretungsverbots ebenfalls von der Polizei. Diese hat in den ersten drei Tagen des Betretungsverbots von Amts wegen zumindest einmal stichprobenartig die Einhaltung zu prüfen. Sollte der Gefährder entgegen der Anordnung des Betretungsverbots den Schutzbereich betreten, so begeht er damit eine Verwaltungsübertretung und kann mit bis zu 500 Euro Verwaltungsstrafe bestraft werden. Wenn er wiederholt den Schutzbereich betritt, besteht zudem die Möglichkeit einer Festnahme durch die Polizei.

### Besondere Regelung für unmündige Gefährdete
Falls es sich bei der gefährdeten Person, also dem mutmaßlichen Gewaltopfer, um einen unmündigen Minderjährigen (bis zum Alter von 14 Jahren) handelt, können die einschreitenden Polizeibeamten das Betretungsverbot auch auf die Schule, eine institutionelle Kinderbetreuungseinrichtung oder ein Hort ausweiten. Dem Gefährder ist es dann auch verboten, diese Orte zu betreten oder sich ihnen bis zu einem Umkreis von 50 Metern zu nähern. 
In diesem Fall ist es zwingend vorgeschrieben, dass die Polizeibeamten auch die örtlich zuständige Jugendwohlfahrt sowie den Leiter jener Einrichtung, für die ein Betretungsverbot ausgesprochen wurde, informieren.
Die erweiterten Möglichkeiten zum Schutz unmündiger Minderjähriger im Rahmen des Betretungsverbots wurde mit der Novelle des Sicherheitspolizeigesetzes im Jahr 2013 geschaffen. Ein entsprechender Gesetzesvorschlag wurde von allen Parlamentsparteien im österreichischen Nationalrat einstimmig verabschiedet.

## Gesetzliche Regelung
Eingeführt wurde die Möglichkeit, ein Betretungsverbot auszusprechen und dies mittels einer Wegweisung durchzusetzen, mit dem Bundesgesetzes zum Schutz vor Gewalt in der Familie im Jahr 1997. Dabei handelt es sich dem Charakter nach um Akte der unmittelbaren verwaltungsbehördlichen Befehls- und Zwangsgewalt, die von den einschreitenden Organen des öffentlichen Sicherheitsdiensts (Polizisten) in eigenem Ermessen ausgesprochen werden können. Geregelt sind diese Maßnahmen in § 38a Sicherheitspolizeigesetz, ein Verstoß gegen die Auflagen des Betretungsverbots stellt gemäß § 84 Abs. 1 Z 2 SPG eine Verwaltungsübertretung dar und kann mit Geldstrafe bis zu 500 Euro bestraft werden.

### Verpflichtendes Beratungsgespräch
Nach einer Häufung von Morden an Frauen im Jahre 2021 wurde in der Gewaltschutznovelle 2021 ab dem 1. September bestimmt:
Die Person, gegen die ein Betretungs- und Annäherungsverbot ausgesprochen wurde, ist verpflichtet, sich binnen fünf Tagen mit einer Beratungsstelle für Gewaltprävention in Verbindung zu setzen, um einen längstens binnen 14 Tagen nach Kontaktaufnahme stattfindenden Termin für eine Gewaltpräventionsberatung zu vereinbaren.
Es sind sechs Beratungsstunden zu absolvieren, die vom Staat bezahlt werden. Die Nichterfüllung dieser Auflage stellt eine Verwaltungsübertretung dar. Diese Beratungen führen private Vereine durch, wie etwa Neustart oder Caritas Österreich.